# Okręg wyborczy Wentworth
Okręg wyborczy Wentworth (ang. Division of Wentworth) – jednomandatowy okręg wyborczy do Izby Reprezentantów Australii, położony w centralnej części Sydney. Istnieje nieprzerwanie od pierwszych wyborów do parlamentu zjednoczonej Australii w 1901 roku, jego patronem jest podróżnik i polityk z epoki kolonialnej William Wentworth. 

## Lista posłów
| okres urzędowania | poseł            | przynależność |
| ----------------- | ---------------- | --- |
| 1901-1903         | William McMillan | Partia Wolnego Handlu |
| 1903-1919         | Willie Kelly     | Partia Wolnego Handlu / Partia Antysocjalistyczna (1903-1909) Związkowa Partia Liberalna (1909-1917) Nacjonalistyczna Partia Australii (1917-1919) |
| 1919-1931         | Walter Marks     | Nacjonalistyczna Partia Australii (1919-1929) niezrzeszony (1929-1930) Partia Australijska (1930-1931) Partia Zjednoczonej Australii (1931)        |
| 1931-1956         | Eric Harrison    | Partia Zjednoczonej Australii (1931-1944) Liberalna Partia Australii (1944-1956)                                                                   |
| 1956-1974         | Les Bury         | Liberalna Partia Australii |
| 1974-1981         | Bob Ellicott     | Liberalna Partia Australii |
| 1981-1987         | Peter Coleman    | Liberalna Partia Australii |
| 1981-1995         | John Hewson      | Liberalna Partia Australii |
| 1995–2001         | Andrew Thomson   | Liberalna Partia Australii |
| 2001-2004         | Peter King       | Liberalna Partia Australii (2001-2004) niezrzeszony (2004)                                                                                         |
| od 2004           | Malcolm Turnbull | Liberalna Partia Australii |

źródło: 